# Sudańska Partia Komunistyczna
Sudańska Partia Komunistyczna (arab. ‏الحزب الشيوعي السوداني‎) – sudańska komunistyczna partia polityczna.

## Historia
Ideologia marksizmu przeniknęła do Sudanu w latach 20. za pośrednictwem Egipskiej Partii Komunistycznej. Sudańska Partia Komunistyczna została formalnie założona w 1946 roku. Wkrótce potem zdobyła szersze wpływy i została uznana za jedną z najbardziej wpływowych partii komunistycznych Bliskiego Wschodu i Afryki. Była ponadto jedną z niewielu organizacji politycznych, która posiadała swoje struktury na południu kraju, którego autonomię popierała. W wyborach z 1953 roku członkowie partii weszli w skład sudańskiego parlamentu. W 1958 roku gdy władzę objął reżim wojskowy, partia została zdelegalizowana. Komuniści pozostali jednak najważniejszą siłę opozycji. W 1964 roku działacze partii odegrali zasadniczą rolę w obaleniu junty Ibrahima Abbuda. Za zasługi ruchu komunistycznego w obaleniu junty, działacze partii zasilili szeregi rządu tymczasowego. Po wyborach z 1965 roku partia ponownie została uznana za nielegalną. Działająca w podziemiu partia zdobyła szerokie wpływy na uniwersytetach i w związkach zawodowych.
W 1969 roku poparła pucz Dżafara Muhammada an-Numajriego. Komuniści weszli w skład sformułowanego przez puczystów rządu. W 1971 roku junta zrezygnowała z sojuszu z komunistami i rozpoczęła stopniową likwidację podlegających im organizacji społecznych i związków. Pomimo usilnych prób rozbicia ruchu komunistycznego, partia utworzyła podziemne struktury. 19 lipca 1971 roku grupa sympatyzujących z komunistami wojskowych przeprowadziła zamach stanu. Za organizację zamachu stanu odpowiedzialny był major Haszim al-Ata. W wyniku puczu an-Numajri został uwięziony przez zbuntowanych wojskowych i chwilowo utracił władzę. Do jego odbicia doszło 22 lipca gdy wierne mu jednostki aresztowały al-Atę i jego sojuszników. An-Numajri za inspirację zamachu oskarżył partię komunistyczną - nakazał on aresztować setki komunistów i opozycyjnych wojskowych. Niektórzy z aresztowanych zostali straceni.
Po upadku an-Numajriego w 1985 roku, partia powróciła na scenę polityczną. W wyborach parlamentarnych w 1986 roku zdobyła trzy mandaty. W 1989 roku przystąpiła do koalicji opozycyjnej względem rządów generała Umara al-Baszira. Od lat 80. uczestniczyła w dialogu z Ludową Armią Wyzwolenia Sudanu i popierała zakończenie wojny domowej. Partia stoi na stanowisku wedle którego socjalizm można wprowadzić w ramach systemu wielopartyjnego a marksizm jest narzędziem potrzebnym do zbadania współczesnych problemów.